# La voz de mi ciudad
La voz de mi ciudad es una película en blanco y negro de Argentina dirigida por Tulio Demicheli sobre su propio guion que se estrenó el 15 de enero de 1953 y que tuvo como protagonistas a Mariano Mores, Diana Maggi, Santiago Gómez Cou y Ricardo Galache.
El argumento trata del conflicto de un obrero (Mariano Mores) con aptitudes musicales naturales, que desea estudiar música para tener las herramientas técnicas con las cuales componer temas que puedan ser reconocidos por el pueblo como "la voz de la ciudad", pero que se ve tensionado por la extrema incomunicación entre la música popular y la música "culta".
La música estuvo a cargo de Mariano Mores que compuso para la película los temas "Taquito militar", "Muchachita porteña" (con letra de Alberto Vacarezza), "El estrellero" (con letra de Francisco Amor), "Fandango" y "La voz de mi ciudad". Como actor y cantante se desempeña Enrique Lucero, hermano biológico de Mariano Mores. Participan como ellos mismos Francisco Canaro y Juan D'Arienzo. Como ayudante de dirección actuó Fernando Ayala y como ayudante de producción, Héctor Olivera.

## Sinopsis
Roberto Morán (Mariano Mores) es un provinciano recién llegado a Buenos Aires, donde trabaja como obrero de una fábrica metalúrgica, que toca "de oído" el bandoneón y quiere aprender música en un conservatorio dirigido por un viejo músico frustrado, Don Matías (Ricardo Galache). El director del conservatorio primero lo rechaza ("en este conservatorio nunca se ha oído un bandoneón, no tenemos tiempo que perder") pero al oírlo tocar y explicar los sentimientos que le inspiraban sus fraseos, el director cambia de opinión y lo acepta, aunque prohibiéndole tocar música popular, a la que desprecia. 
Mores se convierte en un gran pianista clásico, pero simultáneamente con sus nuevos conocimientos musicales, compone tangos "a escondidas del viejo". Una de las escenas centrales y mejor logradas de la película es cuando toca informalmente con los demás estudiantes del conservatorio y con los instrumentos clásicos (violines, clarinete, arpa), la milonga "Taquito militar". 
Roberto gana una beca para ir a Europa a perfeccionarse como pianista, pero renuncia a la beca para quedarse a componer "la música que revele el alma de la ciudad": "llegará el día que esa gran orquesta que usted dirige ejecutará esta música", le dice Roberto al famoso director de música clásica, el Maestro Aquiles Baldi (Orestes Soriani). 
El conflicto se presenta cuando aparece el dueño de la fábrica, el Señor Francisco Romani (Santiago Gómez Cou), un hombre autoritario, calculador y admirador de Estados Unidos. Roberto y el Señor Romani pretenden a la misma joven, la hija de director del conservatorio, Isabel (Diana Maggi), que está indecisa entre quedarse con el joven músico lleno de sueños que la ama, o con el hombre maduro y rico. En el desenlace del film los roles se invierten y mientras Roberto alcanza el éxito tanto popular como en el ambiente "culto" y reivindica a su viejo maestro al expresar "La voz de la ciudad", el empresario se reforma y se vuelve un hombre justo y sensible, ganando así el amor de la joven.
Uno de los diálogos decisivos del film se produce entre Roberto Morán y el Maestro Baldi, cuando Morán le dice que va a rechazar la beca de perfeccionamiento en Europa, para quedarse a componer música en el país:

- Maestro Baldi (Orestes Soriani): Hay miles de personas que quisieran estar en su lugar y usted rechaza esa beca.
- Roberto Morán (Mariano Mores): Tal vez yo sea al revés de los demás. Aprendí música para expresar lo que siento y no lo que otros han sentido.
- Maestro Baldi: Esos otros se llaman Wagner, Beethoven, Lizt.
- Roberto Morán: Si, ellos cantaron a sus pueblos, a su gente. Así quisiera cantarle yo al mío. A sus trabajos, sus esperanzas, sus tristezas y sus alegrías. Es un pueblo nuevo que lucha por su propia voz.
- Maestro Baldi: Amigo, no ha elegido un camino fácil.
- Roberto Morán: Lo sé, pero tengo fe. Llegará el día que esa gran orquesta que usted dirige ejecutará esta música.
- Maestro Baldi: La música que revela el alma de esta ciudad.
- Roberto Morán: Sabía que me iba a entender.

Los cuadros musicales de la película son "Taquito militar", "Muchachita porteña", "El estrellero", "Fandango" y "La voz de mi ciudad". La película tiene gran cantidad de escenas en las que muestran los procesos de creación musical inspirados en los mecanismos creativos reales de Mariano Mores. El cantante de la orquesta está interpretado por Enrique Lucero, hermano de Mariano Mores. En el film aparecen, haciendo de ellos, Juan D'Arienzo y Francisco Canaro que en un episodio autobiográfico estrena el primer tango de Roberto Morán y lo impulsa al éxito.
Del elenco se destacan también en papeles de reparto Virginia de la Cruz, como Dorita, Domingo Mania, secretario de Don Romani y Mario Fortuna (hijo), como Martín Baigorria, el clarinetista.

## Reparto
- Mariano Mores, como Roberto Morán.
- Diana Maggi, como Isabel, hija del director del conservatorio.
- Santiago Gómez Cou, como Francisco Romani, el dueño de la fábrica.
- Ricardo Galache, como Don Matías, el director del conservatorio.
- Elena Cruz, como Dorita, una de las amigas y novia de Jorge.
- Enrique Lucero (hermano de Mariano Mores), como Jorge, uno de los amigos y novio de Dorita, el cantante.
- Orestes Soriani, como el Maestro Aquiles Baldi.
- Susana Vargas,
- Alberto Dalbes, como uno de los amigos, el bandoneonista.
- Domingo Mania, secretario de Don Romani.
- Jorge Leval,
- Tito Grassi,
- Mario Fortuna (hijo), como Martín Baigorria, uno de los amigos, el clarinetista.
- Lois Blue, como una de las amigas.
- Rodolfo Salerno, como Juan, uno de los amigos, violinista.
- , como Angélica, la arpista.
- Aldo Vega, , como uno de los amigos, violinista.
- Carlos Escobares,
- Francisco Canaro - como él mismo.
- Juan D'Arienzo - como él mismo.
- Lois Blue Faure (hija)

## Comentarios
Nicolás Mancera opinó:

”(Un argumento) flojo, no por lo simple sino por ciertas falsedades (…) en el planteo del drama.”

Por su parte Manrupe y Portela escriben:

”Ni más ni menos ingenua que títulos como Rapsodia en azul (La vida de George Gershwin –Raphsody in blue, Irwing Rapper- Estados Unidos, 1946. Pero con buena música para disfrutar, incluyendo un gran concierto final.”